# Античный мост через Гвадиану
Римский мост в Ме́риде (исп. Puente Romano) — арочный мост из тёсаного гранита, переброшенный при Траяне через реку Гвадиана у колонии Августа-Эмерита (ныне город Ме́рида в Испании).
Мост первоначально состоял из 62 пролётов общей длиной в 755 метров. Из-за повышения культурного слоя пролёты с южного берега ушли под землю. В настоящее время мост состоит из 60 пролётов и при длине в 721 метр является самым длинным мостом, уцелевшим со времён античности.
Мост ведёт к крепости Алькасаба, которую велел построить в 835 году арабский правитель Абд ар-Рахман II. Подобно другим историческим памятникам Мериды, он состоит под охраной ЮНЕСКО в составе объекта «Археологический комплекс Мериды».
В Мериде сохранились руины ещё одного древнего моста, а также порядком разрушенный акведук Лос-Милагрос.